# Landstingsvalget i Grønland 2013
Landstingsvalget i Grønland 2013 afholdtes den 12. marts 2013. 
Det var det 11. landstingsvalg i Grønland, siden landet fik hjemmestyre 1. maj 1979. Det blev udskrevet af landsstyreformand Kuupik Kleist den 31. januar 2013. 
Landstingets 31 medlemmer vælges for en fireårig periode. Ligesom i Danmark, kan der kan blive udskrevet valg før tid.
14 dage efter valget kunne Siumuts leder Aleqa Hammond danne et nyt Landsstyre (ny regering).

## Valgkampen
Kuupik Kleist havde tidligere meldt ud, at hans regering ville blive valgperioden ud – altså til den 2. juni 2013.
Pressen blev torsdag den 31. januar 2013 indkaldt til et pressemøde, hvor Kuupik Kleist ikke havde anført noget overordnet emne, samt med en varighed på kun 15 minutter, hvilket fik valgrygterne til at svirre. På pressemødet blev det officielt meddelt, at der skulle afholdes valg til det Grønlandske Landsting den 12. marts 2013.
Nogle af de store emner, som prægede valgkampen, var udsigten til det store råstofeventyr og dermed også forbindelsen til Danmark. Noget af det medførte også diskussion mellem danske politikere - især i forbindelse med den omstridte Storskalalov - hvor blandt andre Venstre og Dansk Folkeparti udtalte at Danmark havde ret til få del i gevinsten af undergrunden, selvom det i loven om selvstyre fra 2009, lå klart at Grønland har fuld råderet over deres egen undergrund. Da Danmark på dette tidspunkt stadig havde ansvaret for Grønlands udenrigspolitik (og arbejdsvisum), skal udenrigsministeren også godkende, hvis tusindvis af kinesiske minearbejdere skulle komme til Grønland. Statsminister Helle Thorning-Schmidt meddelte dog at den danske regering ikke havde planer om at bremse dårlige arbejdsforhold for kinesiske minearbejdere.
Partii Inuit med Nikku Olsen i spidsen, proklamerede at de ville kæmpe for at grønlandsk blev det eneste tilladte sprog i landstinget.

## Valgresultat
|  | 42,8 %0 |

|  | 34,4 %0 |

|  | 8,1 %0 |

|  | 6,4 %0 |

|  | 6,2 %0 |

|  | 1,1 %0 |

|  | 0,0 %0 |

Kilde: qinersineq.glValgresultater og status Arkiveret 5. november 2013 hos  Wayback Machine

### Personlige stemmer (top 10)
- Aleqa Hammond - 6.818 stemmer - Nuuk
- Kuupik Kleist - 4.369 stemmer - Nuuk
- Maliina Abelsen - 1.334 stemmer - Nuuk
- Nikku Olsen - 1.116 stemmer - Nuuk
- Sara Olsvig - 1.030 stemmer - Nuuk
- Hans Enoksen - 623 stemmer - Kullorsuaq
- Aqqaluaq B. Egede - 560 stemmer - Nuuk
- Jens Blidorf Frederiksen - 513 stemmer - Nuuk
- Lars-Emil Johansen - 400 stemmer - Nuuk

Kilde: qinersineq.glValgresultater Arkiveret 5. november 2013 hos  Wayback Machine

### Medlemmer af Landstinget 2013
De valgte medlemmer til Landstinget afgjorde ved en afstemning under den parlamentariske forsamlings konstituerende møde den 5. april 2013, at formanden for Partii Inuit, Nikku Olsen, ikke kan findes værdig til at sidde i Landstinget, da han har en voldelig fortid bag sig, meddeler KNR (Grønlands Radio). Hans mandat overtages af suppleanten Lars P. Mathæussen.
| Inuit Ataqatigiit - Agathe Fontain (Sisimiut) - Ane Hansen (Aasiaat) - Aqqaluaq B. Egede (Nuuk) - Hans Aronsen (Kangaatsiaq) - Juliane Henningsen (Nuuk) - Kalistat Lund (Nuuk) - Kuupik Kleist (Nuuk) - Maliina Abelsen (Nuuk) - Mimi Karlsen (Nuuk) - Naaja Nathanielsen (Nuuk) - Sara Olsvig (Nuuk) Demokraatit - Palle Christiansen (Nuuk) - Jens B. Frederiksen (Nuuk) Begge har efterfølgende nedlagt deres hverv, og de er blevet erstattede af: - Andreas Uldum (Nuuk) - Michael Rosing (Nuuk) Atassut - Steen Lynge (Nuuk) → ”minister” - Siverth Karl Heilmann (Maniitsoq) - Gerhardt Pedersen (supl.) | Siumut - Aleqa Hammond (Nuuk) - Doris Jakobsen (Nuuk) - Evelyn Frederiksen (Sisimiut) - Finn Karlsen (Nuuk) - Hans Enoksen (Kullorsuaq) - Jens-Erik Kirkegaard (Nuuk) → ”minister” - Jens Imanuelsen (Upernavik) - Karl-Kristian Kruse (Niaqornat) - Karl Lyberth (Maniitsoq) → ”minister” - Kim Kielsen (Paamiut) - Kristian Jeremiassen (Qasigiannguit) - Lars Emil Johansen (Nuuk) – Valgt til formand - Nikolaj Jeremiassen (Niaqornaarsuk) - Vittus Qujaukitsoq (Nuuk) → ”minister” - Per Berthelsen (supl.) - Kaj Lyberth (supl.) - Anders Olsen (supl.) I januar 2014 brød Hans Enoksen ud af Siumut og stiftede et nyt politisk parti: Partii Naleraq. Partii Inuit - Lars P. Mathæussen (supl.) Nikku Olsen (Nuuk) - Randi Broberg (Nuuk) Lars P. Mathæussen skiftede i 2013 dog til Siumut. |

Kilder: 

Bemærkning: Fem af de nyudnævnte Landsstyre-medlemmer opnåede også valg til Landstinget, og har med undtagelse af Landsstyreformand Aleqa Hammond søgt orlov fra Landstinget. Deres mandater erstattes med suppleanter, som angivet ovenfor.

## Efter valget
Valget førte til et formandsskifte og betyder at udfordreren fra det socialdemokratiske parti Siumut, Aleqa Hammond, blev forhandlingsleder med henblik på at danne en ny regering for de kommende fire år.
Meningsmålingerne viste ellers forholdsvis dødt løb mellem Aleqa Hammond og den siddende landsstyreformand Kuupik Kleist fra Inuit Ataqatigiit. Aleqa Hammond mener selv at grunden til sejren var den tidligere regerings lukkethed i forbindelse med de store råstofprojekter, ligesom manglende handlekraft når det gælder nybyggeri uden for Nuuk. Kuupik Kleist fortrød dog ikke nogle af de beslutninger, som han tog i den forrige valgperiode, men som han kalder nødvendige beslutninger.

### Landstingets formand
Lars Emil Johansen (Siumut) blev valgt til formand for Inatsisartut.

### Landstingets Ombudsmand
Vera Leth blev genvalgt som Landstingets Ombudsmand.

### Nyt Landsstyre (Regering)
Siumuts leder Aleqa Hammond, kunne tirsdag den 26. marts 2013 danne et nyt landsstyre. Aleqa Hammond bliver ny formand for Grønlands Landsstyre, på baggrund af en koalitionsaftale mellem de tre partier: Siumut, Partii Inuit og Atassut. Hammond bliver samtidig Grønlands første kvindelige Landsstyreformand.
Ifølge den grønlandske avis Sermitsiaq bliver Aleqa Hammond også Udenrigsminister. Desuden bliver ingen af formændene fra Partii Inuit eller Atassut minstre.

## Fodnoter
1. ↑  Valgresultater Arkiveret 3. marts 2014 hos  Wayback Machine valg.gl (Hentet 13-03-2013)
2. ↑  Nikku Olsen: Alle er velkomne i vores parti http://sermitsiaq.ag (Hentet 13-03-2013)
3. 1 2  Landsstyreformand udskriver valg i Grønland Politiken
4. ↑  Grønlandske valgrygter: Kleist indkalder pressen ’’Jyllands Posten’’
5. ↑  Thorning om social dumping på Grønland: Stop den patroniserende tone Arkiveret 23. januar 2013 hos  Wayback Machine Politiken (Hentet 13-03-2013)
6. ↑  Thorning afviser V og DF om Grønland TV2 Nyhederne (Hentet 13-03-2013)
7. ↑  Kontroversielt nyt parti kan afgøre grønlandsk valg TV2 Nyhederne (Hentet 13-03-2013)
8. 1 2  KNR.gl/Nyheder, 5. april 2013 Nikku Olsen kendt uværdig til at være medlem af Inatsisartut Hentet 5. april 2013.
9. ↑  qinersineq.gl: Valgte kandidater og stedfortrædere Arkiveret 8. oktober 2014 hos  Wayback Machine Hentet 26. marts 2013.
10. ↑  KNR.gl/Nyheder 5.april. 2013: Medlemmerne af Naalakkersuisut tager orlov Hentet 5. april 2013.
11. ↑  Mining proponents win Greenland election news.yahoo.com (Hentet 13-03-2013)
12. ↑  Aleqa: Derfor vinder Siumut Arkiveret 14. marts 2013 hos  Wayback Machine sermitsiaq.ag (Hentet 13-03-2013)
13. ↑  Siumut vinder det grønlandske valg Berlingske (Hentet 13-03-2013)
14. ↑  KNR.gl/Nyheder, 5. april 2013: Lars Emil Johansen formand for Inatsisartut Hentet 5. april 2013.
15. ↑  bt.dk, Hammond skal lede grønlandsk trekløverregering Hentet 26. marts 2013.
16. ↑  
Her er den nye formand for Naalakkersuisut sermitsiaq.ag (Hentet 13-03-2013)